# Supercon
A Supercon 2018-ban bemutatt amerikai akció filmvígjáték, amelyet Andy Sipes és Dana Snyder forgatókönyvéből Zak Knutson rendezett. A főbb szerepekben Ryan Kwanten, Maggie Grace, Mike Epps, Russell Peters, Clancy Brown és John Malkovich látható.
Az Amerikai Egyesült Államokban 2018. április 27-én egyidejűleg mutatták be korlátozott számú moziban és Video on Demandon, majd 2018. június 5-én DVD-n és Blu-rayen is megjelent.

## Cselekmény
Egy csapat egykori tévésztár és képregényművész, akik a kongresszusokból élnek, elhatározza, hogy ellopja a bevételeket a promótertől.

## Szereplők
| Szerep                  | Színész              | Magyar hang      |
| ----------------------- | -------------------- | ---------------- |
| Matt Wheeler            | Ryan Kwanten         | Szabó Máté       |
| Keith Mahar             | Russell Peters       | Kapácsy Miklós   |
| Allison McNealy         | Maggie Grace         | Kelemen Kata     |
| Brock Hutchinson        | Brooks Braselman     | Holl Nándor      |
| Gil Burkhaulter         | Mike Epps            | Seszták Szabolcs |
| Adam King               | Clancy Brown         | Jakab Csaba      |
| Sid Newberry            | John Malkovich       | Epres Attila     |
| Ms Lily                 | Caroline Fourmy      |                  |
| Callahan                | Tyrus                |                  |
| Robert                  | Donald Elise Watkins | Hamvas Dániel    |
| Sean                    | Hunter Burke         |                  |
| Rocky                   | Anthony Nguyen       |                  |
| Tall Blonde / Fiona     | CariDee English      |                  |
| Moderátor               | Jeff Pope            |                  |
| Hangtechnikus           | Russell Tyrrell      |                  |
| Tameron                 | Devyn A. Tyler       |                  |
| Keith As Hadji fiatalon | Zachary Hashemian    |                  |
| Glover bíró             | Zak Knutson          |                  |
| Jay Edwards             | Matt Shurley         |                  |
| Intern Cindy            | Candi Brooks         |                  |
| Intern Lisa             | Bobbie Blanque       |                  |
| nagyszájú bunkó         | Dana Snyder          |                  |
| Lizzie Fisher rajongó   | Cailey Fleming       |                  |

### Magyar változat
- Magyar szöveg: Tóth Balázs
- Hangmérnök és vágó: Papp Zoltán István
- Gyártásvezető: Masoll ildikó
- Szinkronrendező: Bárány Emese
- Produkciós vezető: Legény Judit

A szinkront a Laborfilm Szinkronstúdio készítette el.

## A film készítése
2016. július 1-jén erősítették meg, hogy John Malkovich csatlakozott a film szereplőgárdájához.
A filmet New Orleansban és a szomszédos Louisiana állambeli Westwego városában, az Alario Centerben forgatták.